# 日向町 (名古屋市)
日向町（ひなたまち）は、愛知県名古屋市瑞穂区の地名。現行行政地名は日向町1丁目から日向町5丁目。住居表示未実施地域。

## 地理
名古屋市瑞穂区南東部に位置する。東は玉水町、西は田辺通、南は弥富通、北は弥富ヶ丘町・八勝通に接する。

## 歴史

### 地名の由来
当地が山林であり、南側に傾斜する日当たりのよい土地であったことによるという。

### 沿革
- 1943年（昭和18年）8月16日 - 昭和区弥富町字茨山・中山・北田・大根下・池下の各一部により、同区日向町1〜5丁目として成立[1]。
- 1944年（昭和19年）2月11日 - 行政区の変更に伴い、瑞穂区日向町となる[9]。

## 世帯数と人口
2019年（平成31年）3月1日現在の世帯数と人口は以下の通りである。
| 町丁   | 世帯数  | 人口    |
| ------ | ------- | ------- |
| 日向町 | 732世帯 | 1,795人 |

### 人口の変遷
国勢調査による人口の推移
| 1950年（昭和25年） | 343人   | [ 10 ] |  |
| 1955年（昭和30年） | 468人   | [ 10 ] |  |
| 1960年（昭和35年） | 851人   | [ 11 ] |  |
| 1965年（昭和40年） | 1,443人 | [ 11 ] |  |
| 1970年（昭和45年） | 1,695人 | [ 12 ] |  |
| 1975年（昭和50年） | 1,723人 | [ 12 ] |  |
| 1980年（昭和55年） | 1,780人 | [ 13 ] |  |
| 1985年（昭和60年） | 1,766人 | [ 13 ] |  |
| 1990年（平成2年）  | 1,702人 | [ 14 ] |  |
| 1995年（平成7年）  | 1,744人 | [ 15 ] |  |
| 2000年（平成12年） | 1,623人 | [ 16 ] |  |
| 2005年（平成17年） | 1,649人 | [ 17 ] |  |
| 2010年（平成22年） | 1,641人 | [ 18 ] |  |

## 学区
市立小・中学校に通う場合、学校等は以下の通りとなる。また、公立高等学校に通う場合の学区は以下の通りとなる。
| 番・番地等 | 小学校               | 中学校               | 高等学校 |
| ---------- | -------------------- | -------------------- | -------- |
| 全域       | 名古屋市立弥富小学校 | 名古屋市立萩山中学校 | 尾張学区 |

## 施設
- 名古屋市立弥富小学校[7]北緯35度7分11.7秒 東経136度57分6.3秒 / 北緯35.119917度 東経136.951750度

## 史蹟
- 中根北城[7]

## その他

### 日本郵便
- 郵便番号 : 467-0047[4]（集配局：瑞穂郵便局[21]）。